# Лалхоралі
Лалхоралі (груз. ლალხორალი) — село в Грузії.
За даними перепису населення 2014 року в селі проживає 9 осіб.